# Gisèle Biémouret
Pour les articles homonymes, voir Biémouret.
Gisèle Biémouret, née le 16 juin 1952 à Fleurance (Gers), est une femme politique française, membre du Parti socialiste.

## Biographie

### Parcours professionnel
Après avoir été exploitante agricole entre 1970 et 1981 et commerçante à Condom, dans le Gers, de 1981 et 1984, elle travaille pour le syndicat agricole Mouvement de défense des exploitants familiaux (Modef) jusqu'en 1992, puis comme secrétaire médicale à l'hôpital d'Agen entre 1994 et 1996.

### Parcours politique

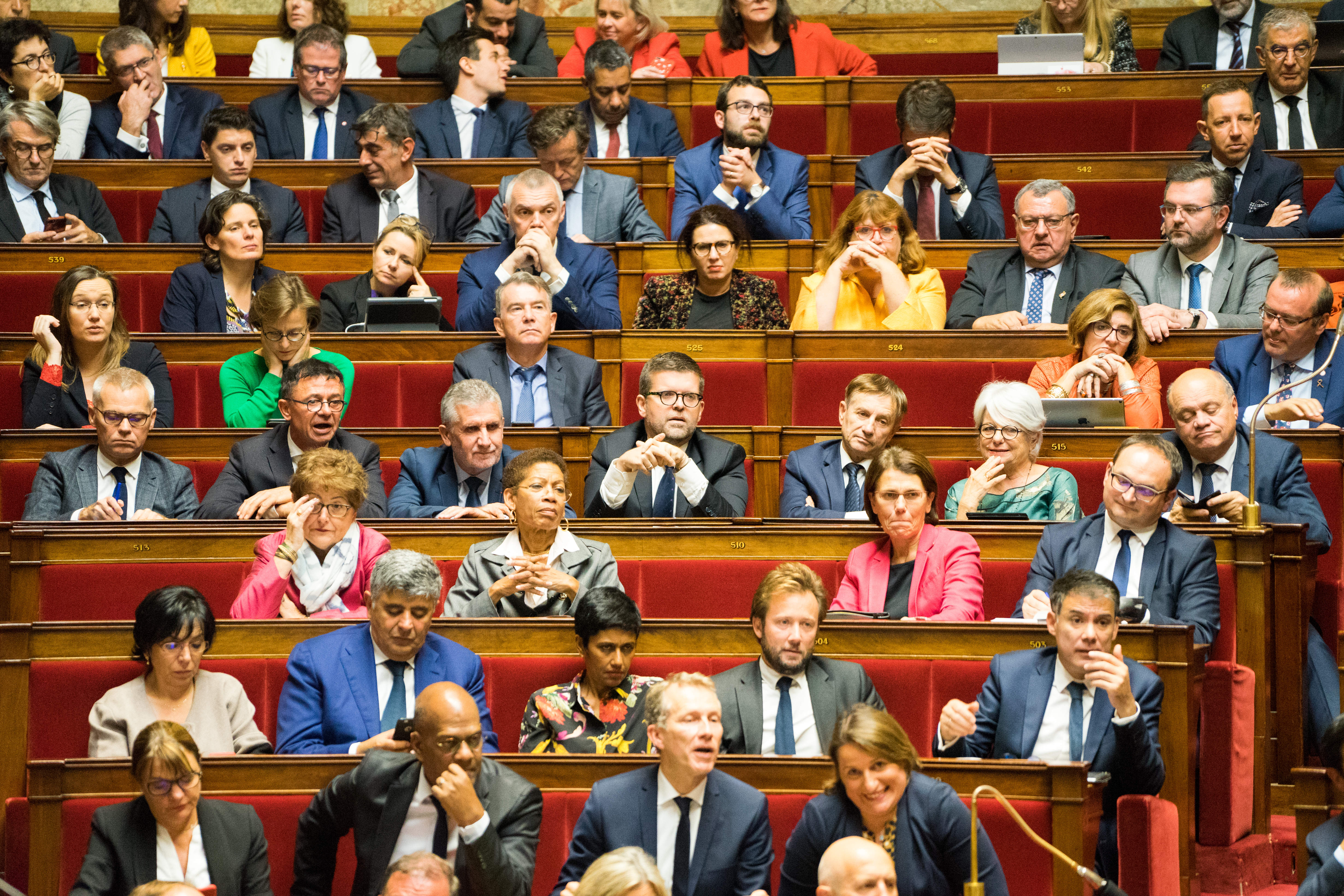
Gisèle Biémouret en 2018 en séance dans l'hémicycle de l'Assemblée nationale à droite du 4e rang.

Ardente défenseure de la cause féminine et adhérente au PS depuis 1974, elle est élue conseillère municipale de Mas-d'Auvignon en 1995, et devient suppléante et assistante parlementaire d'Yvon Montané, député de la deuxième circonscription du Gers entre 1997 et 2002.
Élue conseillère générale du canton de Condom à la faveur d'une cantonale partielle en 2002, elle prend une vice-présidence du conseil général du Gers en 2004, et préside la Maison départementale de l'enfance et de la famille. Puis, le 17 juin 2007, elle fait basculer cette circonscription à gauche en battant le sortant Gérard Dubrac, député-maire UMP de Condom. Elle fait partie du groupe socialiste à l'Assemblée nationale.
Numéro 2 de la liste de gauche aux municipales de 2008 à Condom, menée par Bernard Gallardo, qui est élu maire, elle préfère demeurer simple conseillère municipale pour conserver son mandat départemental. Elle est d'ailleurs réélue à cette fonction la même année puisqu'elle bat à nouveau Gérard Dubrac au 2d tour avec 56,08% des suffrages exprimés lors des élections cantonales de 2008.
Elle est réélue députée de la deuxième circonscription au terme des élections législatives de 2012.
En mars 2015, elle est élue conseillère départementale du canton de Baïse-Armagnac en tandem avec Philippe Martin.
En juin 2017, elle est réélue députée. Elle ne se représente pas lors des élections législatives de 2022.

### Vie privée
Elle est mariée à Pierre Biémouret, ancien joueur international de rugby.

## Décoration
- Chevalier de l'ordre national du Mérite (nomination le 15 mai 2025)[4].

## Mandats
- 19 juin 1995 - 18 mars 2001 : membre du conseil municipal de Mas-d'Auvignon (Gers)
- 20 octobre 2002 - 2 avril 2015 : membre du conseil général du Gers (canton de Condom), 5e vice-présidente du 02/04/2004 au 16/03/2008
- mars 2008 - 30 avril 2008 : membre du conseil municipal de Condom (Gers)
- 2 avril 2015 - 20 juin 2017 : 1re vice-présidente du Conseil départemental du Gers
- 2 avril 2015 - 29 juin 2020 : membre du conseil départemental du Gers (canton de Baïse-Armagnac)
- 20 juin 2007 - 21 juin 2022 : députée de la deuxième circonscription du Gers (députée suppléante de 1997 à 2002)